# Allmen e le dalie
Allmen e le dalie (Allmen und die Dahlien) è un romanzo giallo di Martin Suter del 2013, il terzo che vede come protagonista Johann Friedrich von Allmen.
Pubblicato nel 2013 e tradotto in francese e italiano, il romanzo è stato edito in Italia nel 2015 da Sellerio.

## Trama
All'ultimo piano dello Schlosshotel vive Dalia Gutbauer, una vecchia ereditiera scomparsa da anni dalle cronache dei giornali scandalistici. La Allmen International Inquiries (il cui motto è The Art of Tracking Art), composta da Allmen e i suoi due aiutanti clandestini Carlos e Maria, viene ingaggiata per ritrovare il quadro Dalie di Fantin-Latour. Il quadro si trovava in una stanza poco utilizzata della suite occupata da Dalia Gutbauer. Il furto non può essere denunciato alla polizia perché il quadro risulta scomparso da anni, sempre per furto.
Le indagini vengono così organizzate: Allmen si trasferisce in albergo per indagare sui frequentatori dell'albergo, Maria si fa assumere come cameriera per indagare sul personale dell'albergo e Carlos resta a casa per trovare informazioni su internet.
L'albergo è in declino, frequentato da poche persone ma ha altri ospiti fissi, tra cui un ultranovantenne e una donna di età indefinibile. Il vecchio muore inosservato mentre stava cenando nel ristorante dell'albergo. Allmen assiste sia all'arrivo di Dalia Gutbauer al ristorante per verificare di persona l'avvenuta morte che all'arrivo in albergo del pro nipote del vecchio.
Allmen scopre così che sia il vecchio che la donna dall'età indefinibile sono collegati al passato di Dalia Gutbauer e che il loro soggiorno in albergo è a suo carico. Scopre anche che il furto è stato commissionato da un pericoloso uomo d'affari, innamorato pazzo di una bellissima ragazza di nome Dalia.
Le indagini si concentrano su una persona che ha alloggiato in albergo nei giorni del furto ma come ha fatto ad entrare all'ultimo piano dell'albergo? Chi è stato suo complice?
Una volta capita la dinamica, Allmen convince il ladro a rubare di nuovo il quadro per riportarlo alla “legittima” proprietaria. Le Dalie tornano così al loro posto nella suite dell'albergo ma il prezzo è alto: Maria, l'aiutante clandestina, viene sequestrata e il riscatto richiesto è il quadro!

## Edizioni in italiano
- Martin Suter, Allmen e le dalie, traduzione di Emanuela Cervini, Sellerio, Palermo 2015
- Martin Suter, Allmen e le dalie, traduzione di Emanuela Cervini, Rcs MediaGroup, Milano 2016

## Trasposizione televisiva
Il libro, con il titolo Allmen und das Geheimnis der Dahlien, è il terzo episodio della serie televisiva Allmen, prodotto nel 2019; l'episodio è stato trasmesso anche dalla RAI.